# Elias (oratorio)
Pour les articles homonymes, voir Elias.

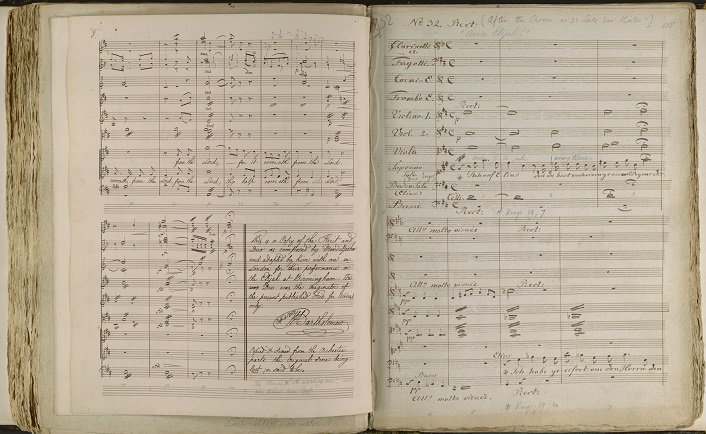

L'oratorio Elias op. 70 (MWV A 25) a été composé par Felix Mendelssohn en 1846, après l'immense succès remporté par son Paulus. Le livret s'appuie sur le portrait que fait le récit biblique du prophète Élie, au premier livre des Rois, ainsi que :de sur d'autres textes bibliques (Esaïe, Psaumes, ...). Personnage haut en couleur, plein de fougue et de zèle, Élie progresse au fil de l'oratorio dans la connaissance de lui-même et de Dieu.
Cette œuvre est créée au festival triennal de musique de Birmingham le 26 août 1846. Elle est jouée chaque année de 1840 à 1930 lors du Three Choirs Festival.
Comme pour son autre grand oratorio, Paulus (1834/36), Mendelssohn est profondément influencé par Jean-Sébastien Bach et Georg Friedrich Haendel, dont il découvrit la musique grâce à son maître Carl Friedrich Zelter, et auxquels il voua toute sa vie une vénération absolue. De fait, ces deux oratorios furent conçus à la suite d'une période de grande réflexion sur ce répertoire baroque, en particulier autour des ouvrages de Haendel, Mendelssohn dirigeant plusieurs de ses oratorios. La composition de Elias suivit les concerts de La Création, oratorio de Joseph Haydn, et de Alexander's Feast de Haendel, et c'est en se ressourçant auprès des maîtres baroques que Mendelssohn parvint à renouveler le genre, offrant « avec ces deux œuvres les plus beaux exemples d'oratorios religieux de la première génération romantique. » Pris d'une fièvre créatrice, il composa cette œuvre au début de l'été 1846 avec une exceptionnelle rapidité, puisqu'elle fut créée à la fin du mois d'août de la même année.
| Partie I                                                                                        |                                                                                                |
| ----------------------------------------------------------------------------------------------- | ---------------------------------------------------------------------------------------------- |
| Introduction. As God the Lord (Baryton)                                                         | 10. Récitatif (baryton) aves chœur: As God the Lord of Sabaoth                                 |
| Ouverture                                                                                       | 11. Chœur: Baal, we cry to thee                                                                |
| 1. Chorus. Help, Lord!                                                                          | 12. Récitatif (Baryton): Call him louder! et. Chorus: Hear our cry, O Baal!                    |
| 2. Duo (Soprano et Contralto) avec chœur: Lord, bow thine ear                                   | 13. Récitatif (Baryton): Call him louder! et. Chorus: Baal! Baal!                              |
| 3. Récitatif (Ténor): Ye people, rend your hearts                                               | 14. Récitatif et Air (Baryton): Draw near, all ye people                                       |
| 4. Aria (Ténor): If with your heart                                                             | 15. Chorus: Cast thy burden upon the Lord (Chorale)                                            |
| 5. Chorus: Yet doth the Lord                                                                    | 16. Récitatif (Baryton): O Thou, who makest thine angels spirits et: Chorus: The fire descends |
| 6. Récitatif (Contralto): Elijah, get thee hense                                                | 17. Aria (Baryton): Is not His word like a fire ?                                              |
| 7. Double Quartet ou chœur: For He shall give His angels                                        | 18. Arioso (Contralto) Woe unto them who forsake Him!                                          |
| 7A. Récitatif (Contralto): Now Cherith's brook                                                  | 19. Récitatif (Ténor): O man of God, help thy people!                                          |
| 8. Récitatif (Soprano): What have I do to with thee et Récitatif (Basse): Give me thy son       | 20. Chorus: Thanks be to God                                                                   |
| 9. Chorus: Blessed are the men who fear Him                                                     |                                                                                                |
| Partie 2                                                                                        |                                                                                                |
| 21. Aria (Soprano): Hear ye, Israel!                                                            | 33. Récitatif (Baryton): Night falleth round me et: Récitatif (Soprano): Arise, now!           |
| 22. Chorus: Be not afaid                                                                        | 34. Chorus: Behold, God the Lord                                                               |
| 23. Récitatif (Ténor et Baryton): Man of God                                                    | 35. Récitatif (Contralto), Quartet et chœur: Holy is God the Lord                              |
| 24. Chorus: Woe to him!                                                                         | 36. Chorus: G, return upon thy way et: Récitatif (Baryton): I go on my way                     |
| 25. Récitatif (Ténor et Baryton): Man of God                                                    | 37. Arioso (Baryton): For the mountains shall depart                                           |
| 26. Aria (Baryton): It is enough                                                                | 38. Chorus: Then did Elijah                                                                    |
| 27. Récitatif (Ténor): See, now he sleepeth                                                     | 39. Récitatif (Soprano): Behold, God hath sent Elijah                                          |
| 28. Trio (ou chœur): Lift thine eyes                                                            | 40. Chorus: But the Lord from the north                                                        |
| 29. Chorus: He, watching over Israel                                                            | 41. Quartet (ou chœur): O come, every one that thirsteth                                       |
| 30. Récitatif (Contralto): Arise, Elijahet: Récitatif (Baryton): O Lord, I have labored in vain | 42. Chorus: And then shall your light break forth                                              |
| 31. Aria (Contralto): O rest in the Lord                                                        |                                                                                                |
| 32. Chorus: He that shall endure                                                                |                                                                                                |